# Isla Griffith (Nunavut)
La Isla Griffith (en inglés: Griffith Island) se encuentra en el archipiélago ártico canadiense en la región de Qikiqtaaluk del territorio de Nunavut al norte de Canadá. Es una de las islas en medio del canal en el sector occidental del Estrecho de Barrow.

## Geografía
Griffith se encuentra justo enfrente de la aldea inuit Resolute en la isla Cornwallis, de la que está separada por 6,5 millas (10,5 km) en el Pasaje Resolute.
Griffith posee 18 por 11 km (11 por 6,8 millas), y 189 km² (73 millas cuadradas) de superficie.
Desde 1958, la costa del sureste de la isla Griffith ha experimentado un cambio inusual, desde cordones liorales dispersos hasta continuos y alternados bancos de arena.

## Historia
El Capitán Horacio Austin, a bordo del Resolute buscó a los perdidos de la expedición de Sir John Franklin, en el invierno de 1851 en la Isla de Griffith.